# Avia BH-28
Die Avia BH-28 ist ein tschechoslowakisches Doppeldecker-Aufklärungsflugzeug. Konstruiert wurde sie von Pavel Beneš und Miroslav Hajn.

## Geschichte
Der zweisitzige Prototyp erschien 1927. Der Prototyp wurde Vertretern der rumänischen Luftwaffe in Bukarest vorgeführt. Ein Auftrag wurde nicht erteilt. Es blieb bei dem einzigen Exemplar.

## Technische Daten

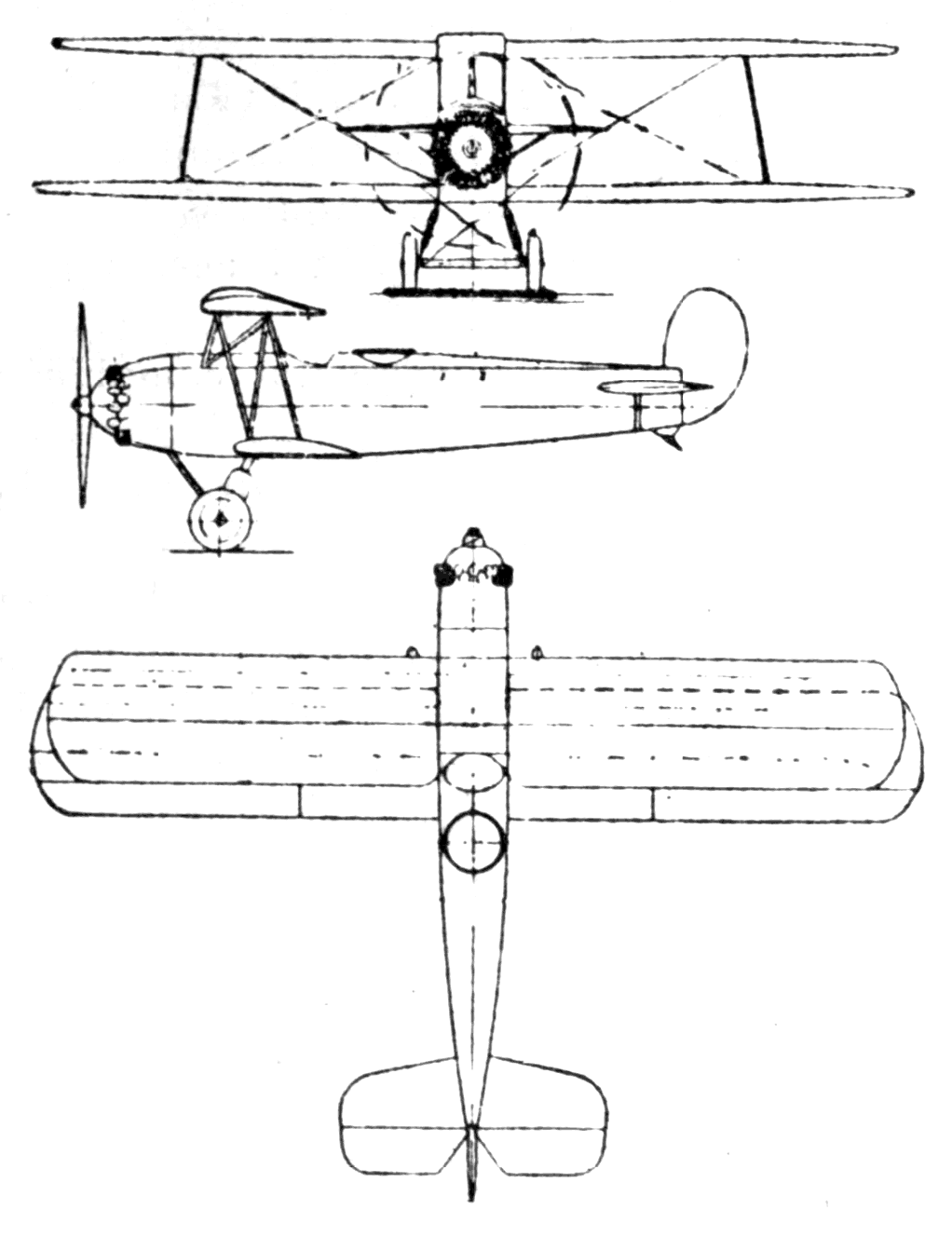
Dreiseitenansicht Avia BH-28

| Kenngröße             | Daten                                                                 |
| --------------------- | --------------------------------------------------------------------- |
| Besatzung             | 2 (1 Pilot, 1 Beobachter)                                             |
| Länge                 | 9,06 m                                                                |
| Spannweite            | 11,80 m                                                               |
| Höhe                  | 3,45 m                                                                |
| Flügelfläche          | 36,50 m²                                                              |
| Leermasse             | 1950 kg                                                               |
| Höchstgeschwindigkeit | 230 km/h                                                              |
| Dienstgipfelhöhe      | 7200 m                                                                |
| Reichweite            | 900 km                                                                |
| Triebwerk             | ein Sternmotor Armstrong Siddeley Jaguar; 385 PS (283 kW)             |
| Bewaffnung            | ein starres, synchronisiertes 7,7-mm-MG und ein bewegliches 7,7-mm-MG |